# Белавино (Зубцовский район)
Белавино — деревня в Зубцовском районе Тверской области, входит в состав Ульяновского сельского поселения.

## География
Деревня расположена на берегу реки Ржать в 14 км на север от центра поселения деревни Ульяново и в 51 км на северо-восток от районного центра Зубцова. 

## История
В конце XIX — начале XX века деревня входила в состав Первитинской волости Зубцовского уезда Тверской губернии. В 1888 году в деревне было 36 дворов.
С 1929 года деревня являлась центром Белавинского сельсовета Погорельского района Ржевского округа Западной области, с 1935 года — в составе Калининской области, с 1960 года — в составе Зубцовского района, с 1994 года — центр Белавинского сельского округа, с 2005 года — в составе Ульяновского сельского поселения. 
В годы Советской власти в деревне располагалась центральная усадьба колхоза им. А. Матросова, до 2013 года в деревне работала Белавинская начальная школа.

## Население
| 1859 | 1888 | 1920 | 1997 | 2002 | 2010 |
| ---- | ---- | ---- | ---- | ---- | ---- |
| 186  | ↗234 | ↗290 | ↘98  | ↘88  | ↘65  |

## Инфраструктура
В деревне имеются дом культуры, фельдшерско-акушерский пункт.